# AXN (Asia)
AXN es un canal de televisión de pago asiático propiedad de KC Global Media Asia con sede en Singapur. Anteriormente, la red era propiedad total de Sony Pictures Television, pero los canales de Asia Pacífico, Medio Oriente y África junto con Animax Asia y otras redes se vendieron a KC Global Media en enero de 2020.

## Programación
AXN transmite principalmente programas estadounidenses y británicos (incluidos programas seleccionados de Sony Pictures Television, así como contenido de terceros de CBS, NBC y Fremantle, y los nuevos episodios se transmiten el mismo día después de su transmisión en Estados Unidos. El canal también transmite programación original hecha específicamente para los televidentes del sudeste asiático, así como películas taquilleras de Hollywood de Sony Pictures Entertainment ( Columbia Pictures y TriStar Pictures).
Tras su lanzamiento, a fines de la década de 1990 y principios del siglo XXI, AXN solía transmitir varias series de anime , muchas de ellas en audio japonés con subtítulos en inglés y celebraba festivales anuales de anime en el sudeste asiático. Su programación de anime se trasladaría más tarde a Animax Asia en 2004, los preparativos que Sony había estado planeando desde finales de la década de 1990. En el último trimestre de 2010, se transmitieron programas de anime doblados en inglés seleccionados de Animax Asia durante las mañanas y las últimas horas de la tarde. Este feed estuvo disponible solo en Filipinas, pero se suspendió en agosto de 2016 porque AXN se centraría en su programación principal.

## Producciones originales
- The Amazing Race Asia : una versión local de la serie de competencia de telerrealidad estadounidense The Amazing Race ; la quinta temporada se estrenó en 2016.[5]
- El apartamento
- The Apprentice Asia : se estrenó en 2013,[6] revivió como The Apprentice: ONE Championship Edition en 2021 .
- Asia's Got Talent - estrenada en 2015; segunda temporada estrenada en 2017,[7] tercera temporada al aire a finales de 2018.
- Efectivo Taxi Asia
- The Contender Asia :reality show de boxeo muay thai similar a The Contender ; la temporada 1 se estrenó el 16 de enero de 2008.[8]
- The Duke : programa de entrevistas de la revista de estilo de vida para hombres; la temporada 1 se estrenó en 2009.[9]
- e-Buzz : programa de noticias de entretenimiento, presentado por Jaymee Ong ; en curso.[10]
- The Kitchen Musical (estaba disponible en Singapur )
- Sony Style : programa de revista de entretenimiento y estilo de vida patrocinado por Sony; temporadas dos y tres presentadas por Oli Pettigrew.[11]
- Ultimate Escape : espectáculo de aventuras navideñas; la primera temporada se emitió del 29 de octubre de 2007 al 19 de noviembre de 2007[12]

## AXN HD
AXN lanzó por primera vez su feed de alta definición en Corea el 1 de marzo de 2009 y luego estuvo disponible en Singapur en StarHub TV el 25 de mayo de 2010. En Malasia, se lanzó el 16 de junio de 2010 en Astro . En Tailandia se lanzó el 12 de julio de 2011 en TrueVisions y en India se puso a disposición en Videocon D2H el 19 de julio de 2014. Se estrenó en Sri Lanka en Dialog TV 2013. En Filipinas se lanzó el 20 de abril de 2015 en SkyCable , Sky Direct , Cignal y Singtel TV en Singapur.